# Església de les Escoles Pies de València
L'edifici de les Escoles Pies és al carrer dels Carnissers 6, del barri de Velluters de la ciutat de València, l'Horta, País Valencià. Construïda durant la segona meitat del segle xviii, és un exemple del moment arquitectònic de canvi que es vivia llavors a la ciutat.

## Història

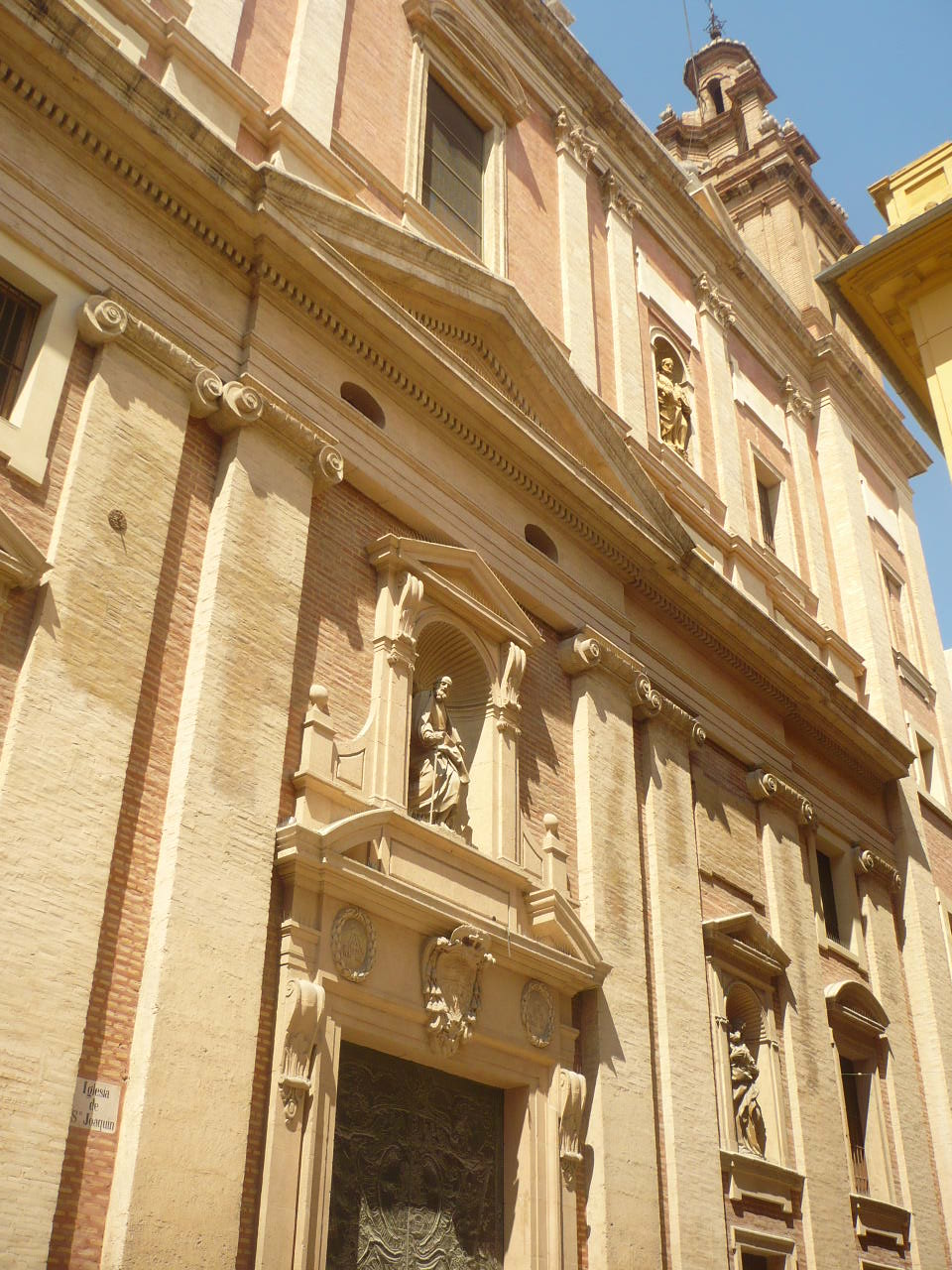
Vista de la façana

El col·legi escolapi es fundà el 1735, amb el suport del Comte de Carlet, Felip Lino de Castellví. L'encarregat de la construcció del nou edifici, sever i sòlid, fou el frare arquitecte de l'orde, Blas del Espíritu Santo entre 1739 i 1742, però l'església no s'arribà a construir per manca de diners. Posteriorment, ja a la dècada dels seixanta del xviii l'arquebisbe Andres Mayoral, vertader promotor de l'obra i que tenia una bona cultura arquitectònica, va decidir impulsar la construcció, encarregant projectes a diversos arquitectes. Sabem per Antonio Ponz (1774) que l'arquebisbe tenia la intenció que la nova església «se diferenciase en la figura de otros templos valencianos» i també que per aquest desig de novetats havia encarregat una inspecció de l'església de las Bernardas d'Alcalá de Henares, on havia estudiat. Es coneixen dos projectes per a l'església dels Escolapis fets pel prestigiós arquitecte carmelita fra Albert Pina (1693-1772), una seria una paràfrasi compositiva en clau obliqua-rectilínia (seguint els principis de Caramuel derivats del seu Architectura civil Recta y Oblicua...) del temple oval d'Alcalá de Henares abans esmentat, i tindria una planta octogonal allargada en l'eix longitudinal i envoltada per una corona de capelles de planta rectangular.
La traça que segueix el temple finalment construït, se serví de model de la xilografia del Templo vulgarmente detto le Galluce, més conegut com a Temple de la Minerva Mèdica, donada per Palladio en el seu llibre IV dedicat als temples antics de Roma; amb una planta decagonal amb nínxols al mateix pala sense que destaquen a l'exterior i formant un perímetre icosagonal. Aquest poligonisme planimètric de la planta i la data de l'inici de la construcció, 1767, indicaria que el projecte enllaçaria, almenys en les intencions inicials, amb la matematització de la cultura arquitectònica valenciana del segle xviii anterior a la fundació de la Reial Acadèmia de Sant Carles, 1768. Aquesta matematització encara era vigorosa en els anys en què es projecta, com demostren diverses obres i projectes del moment, com el ja mencionat de fra Albert Pina, la Capella de l'Ecce Homo de Pego (1757-1776), obra de fra Francisco Cabezas, octogonal i campanar irregular pentagonal; a l'ermita de Sant Miquel de Nules, de planta heptagonal amb tambor i cúpula, que estava en construcció aleshores (1757-1776), i que es relaciona amb els noms de Felip Rubio i el d'Antoni Gilabert, que també treballarà a l'edifici que ens ocupa. Així, l'església de les Escoles Pies seria l'última mostra de l'experimentalisme poligonal arrelat a l'arquitectura valenciana dels dos primers terços de segle.
La construcció començà el 9 de març de 1767, amb les traces de Josep Puchol, mort el 1772. Aquest dirigiria les obres fins finals de l'any 1768 (segons Zacarés que consultà els llibres de fàbrica), quan arribava a la primera cornisa, moment en el qual Antoni Gilabert, director de la secció d'arquitectura de l'Acadèmia de Sant Carles, es fa càrrec de l'obra, corregint-la i acabant-la el gener de 1771, encara que fins al 18 d'abril del 1773 no es beneí el temple.
Aquest canvi d'arquitecte, veient la composició arquitectònica de l'interior, suposà un punt d'inflexió clàssica, donant cabuda a una major imitació de l'Antiguitat romana, en la línia de l'arquitectura classicista impulsada per la cort, ja que el que s'observa a partir de la primera cornisa quasi és una rèplica de l'edifici circular per excel·lència, el Panteó de Roma. La idea d'unir en un sol edifici la planta del Temple de la Minerva Mèdica i l'alçat interior del Panteó ja hi era present en l'àmbit acadèmic valencià, com mostra l'exercici de composició anomenat "Rotunda" del 1768 per Joan Baptista Mínguez.

## Arquitectura

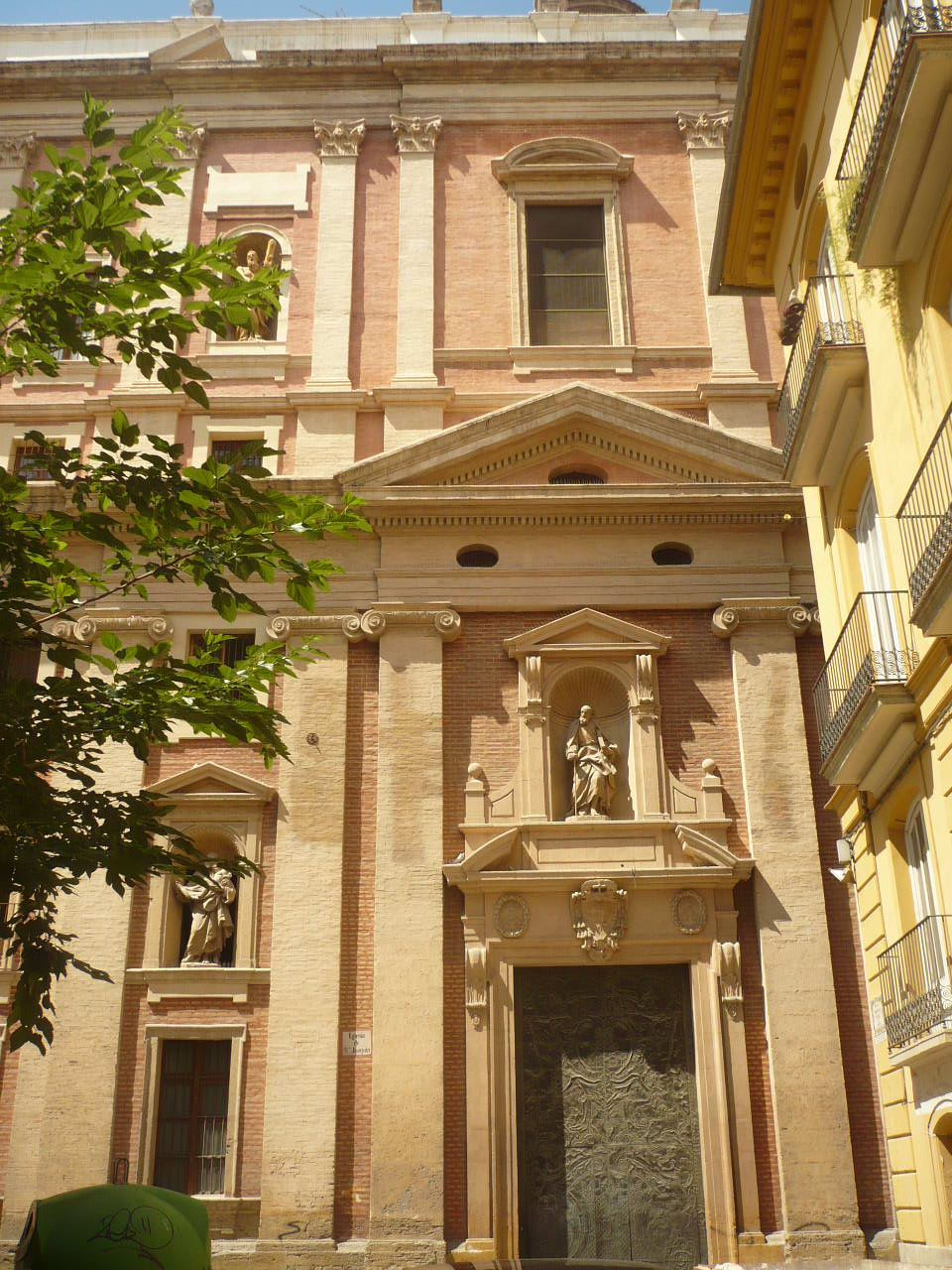
Porta principal de l'església

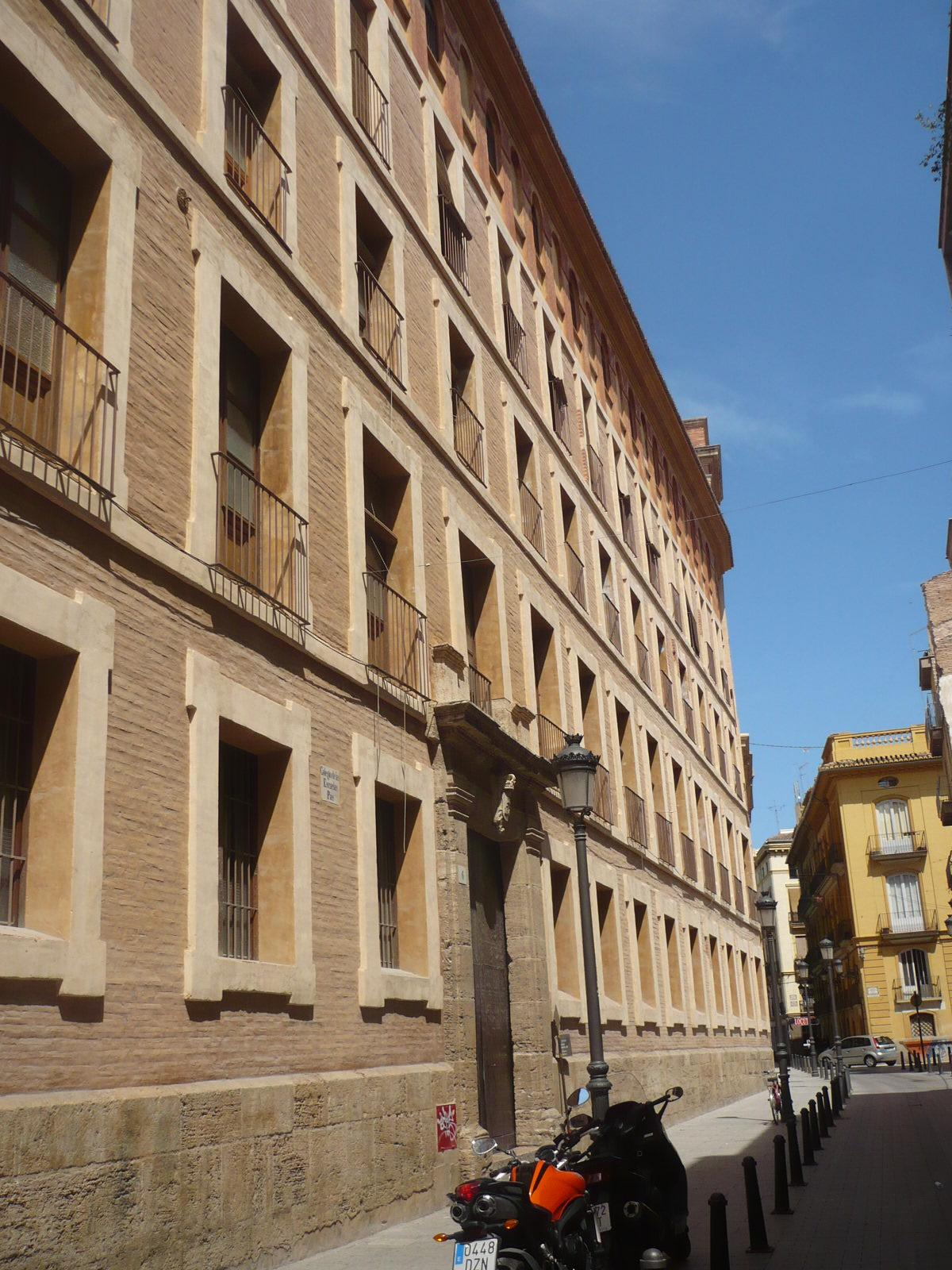
Entrada pel carrer Carnissers

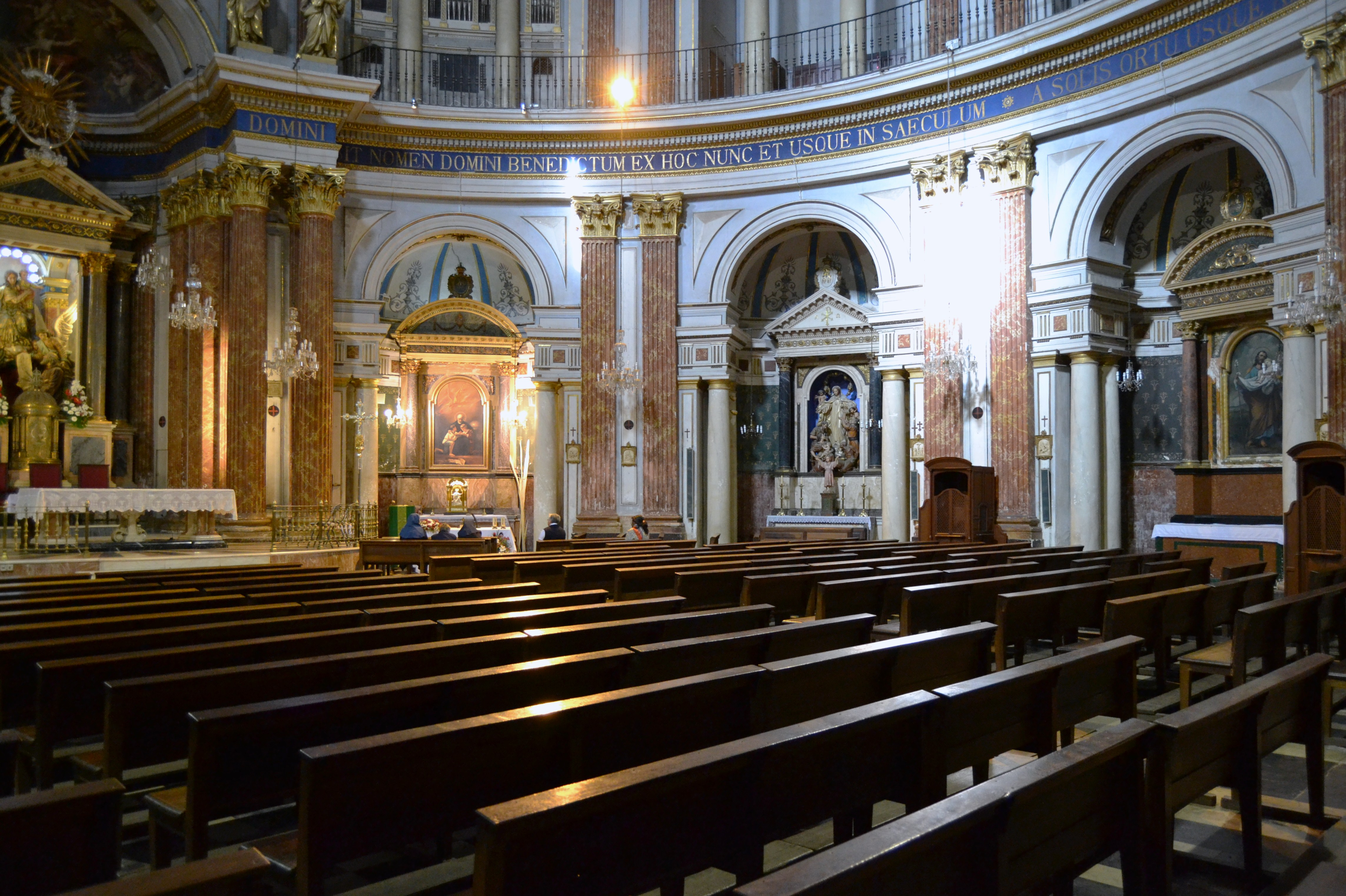
Interior de l'església

### Façana
La façana té 33,97 metres d'ample i 24,91 d'alçada, i consta de dos cossos desiguals en altura, dividits en cinc trams per ordres d'arquitectura a través de deu pilastres a cadascun, d'ordre jònic a la part inferior i ordre corinti al superior.
L'entrada al temple es realitza a través d'una porta de llinda on penja un escut de l'arquebisbe Mayoral rematada per un frontó corb partit, a sobre d'aquest s'alça el segon cos on hi ha un nínxol amb la imatge de Sant Joaquim, sant titular de l'església. Aquesta entrada està flanquejada per parells de pilastres gegants jòniques i es remata amb un frontó triangular situat entre la separació dels dos cossos. A la resta de la façana hi ha finestres i nínxols ocupats per estàtues de santa Anna amb la Verge, Josep de Natzaret i el Nen Jesús, Andreu apòstol i Sant Josep de Calassanç. Aquestes escultures i la de Sant Joaquim s'atribueixen a Ignasi Vergara.
En aquesta façana, Gilabert dona prioritat al model barroc-classicista valencià, enfront a altres, igualment present en altres esglésies projectades per ell (Torís, L'Alcúdia o Xestalgar) i que té el seu origen en la influència barroca romana divulgada a través del llibre de De Rossi, Insignium Romae Templorum... (Roma, 1684), el primer precedent de la qual és l'església de Sant Tomàs (1725-1739) traçada pel matemàtic Tomàs Vicent Tosca. Ací Gilabert va introduir la variant de suprimir les volutes d'enllaç entre els dos cossos i desenvolupar dues ales, fent una façana rectangular a la manera de l'església de San Luigi dei Francesi, Sant'Atanasio o Trinità dei Monti. El resultat, doncs, és una façana entre la novetat italianitzant i la tradició valenciana, però amb una intenció clarament classicista, amb les pilastres, el frontó triangular ortodox rematant el primer pis i la simetria perfecta dels buits.
El campanar està a la dreta de la façana, sobre un dels cossos que la flanquegen. Segueix la tipologia de campanars del barroc valencià, amb un cos de campanes quadrat amb pilastres toscanes aparellades a cada costat, entaulament amb mènsules rematat amb gerros decoratius; el segon cos, el remat que eleva la llanterna, destaca pel protagonisme dels pilars units per arcs a manera de contraforts diagonals; finalment està la llanterna o cupulí amb volutes als angles i coberta amb teules blaves.

### Interior
L'església és un temple en forma de rotonda, un temple centralitzat decagonal inserit en una circumferència de 24,35 metres de diàmetre, espai cobert per una cúpula semiesfèrica coronada per una llanterna, que se suporta en déu grans pilars de secció trapezoidal i altres deu esais subsidiaris radials que en la cara exterior del temple configuren un mur perimetral icosàgon.
El mur de l'església es divideix en tres cossos, té deu espais disposats radialment, vuit configurats com a exedres de paret de fons còncava, i articulats amb un ordre gegant de pilastres aparellades que contenen un altre ordre menor, formant el motiu d'arrel pal·ladiana que estava en alça dins l'arquitectura academicista valenciana. Els altres dos restants els ocupen l'entrada a l'església i l'altre permet la connexió entre l'església i el col·legi. La resta de buits estan ocupats per capelles formades per arcs de mig punt amb pilastres corínties entre les capelles. Els altars estan formats per dues columnes corínties sobre pedestals coronats amb frontons corbs i triangulars alternats. Aquestos altars allotjaren llenços de Lluís Planes, Josep Camarón i Josep Vergara, però es perderen durant la Guerra Civil.
La Capella major està enfront de l'entrada al temple, és més gran que les altres capelles i articula el primer cos amb el segon gràcies a un arc de mig punt que s'eleva fins al segon pis. Està flanquejat per dues columnes corínties aparellades exemptes i retropilastres a cada costat, amb trossos d'entaulament en ressalt, una vegada més aquesta composició s'assembla a la del Panteó de Roma. Sota una volta de quart d'esfera, pintada al fresc per Josep Vergara, se situa l'altar major de la capella que consta de quatre columnes, dos destacades amb un frontó triangular, i destacant els marbres i ornaments daurats de les bases, plànols, taula i entaulament. Aquest altar major també té escultures de Vergara, un grup d'Evangelistes i el relleu, on l'escultor busca inspiració en composicions derivades del classicisme romà (com l'Apostolat de Camillo Rusconi de l'església romana de Sant Joan del Laterà)
Sense tindre en compte els problemes derivats de construir arcs en una paret corba, Gilabert, ja director de l'Acadèmia de Sant Carles, va optar per amagar en un segon pla l'exhibició dels complicats continguts geomètrics de la seua realització, just al contrari del que havia fet anteriorment amb Felip Rubio a la façana de la Casa de la Duana, i va donar un major èmfasi al lèxic clàssic de la seua composició.
El segon cos, de menys alçada i envoltat amb una barana de ferro sobre un ràfec estret, té tribunes entre els espais que deixen els grans pilars, i comunicant-se amb la resta de conjunt a través d'estrets passos oberts en aquestos pilars. La verticalitat del primer pis gràcies a les columnes corínties aparellades se segueix en aquest segon pis, però la composició dels intercolumnis canvia, a sota eren arcs de mig punt i damunt s'estructura en llindes rígides, amb pantalles de columnes in antis.
El tercer cos, anterior a la cúpula, segueix amb la mateixa proporció i distribució similar a la del Panteó. També està cercat amb una barana de ferro i un ampit estret, i l'espai del mur està ocupat per deu finestres sobre les tribunes del segon pis, quadres decorats als seus costats i nínxols amb escultures d'apòstols exemptes als pilars. Aquestes escultures a Tomàs Lloréns, excepte el Sant Maties que és obra de Josep Esteve Bonet.
Al soterrani de l'església existeix un espai, una cripta, per a soterrament dels homes il·lustres de l'orde dels Escolapis, en ús fins a principis del segle xix. Encara s'observa la làpida al centre del temple del pare escolapi Felipe Scio de San Miguel, traductor de la Vulgata i editada a València (1790-1793). Així, l'edifici és un panteó, mausoleu, que a la manera clàssica exalta l'orde Escolàpia. També fou l'espai escollit per les autoritats valencianes per a celebrar els funerals de personalitats il·lustres.

### Cúpula

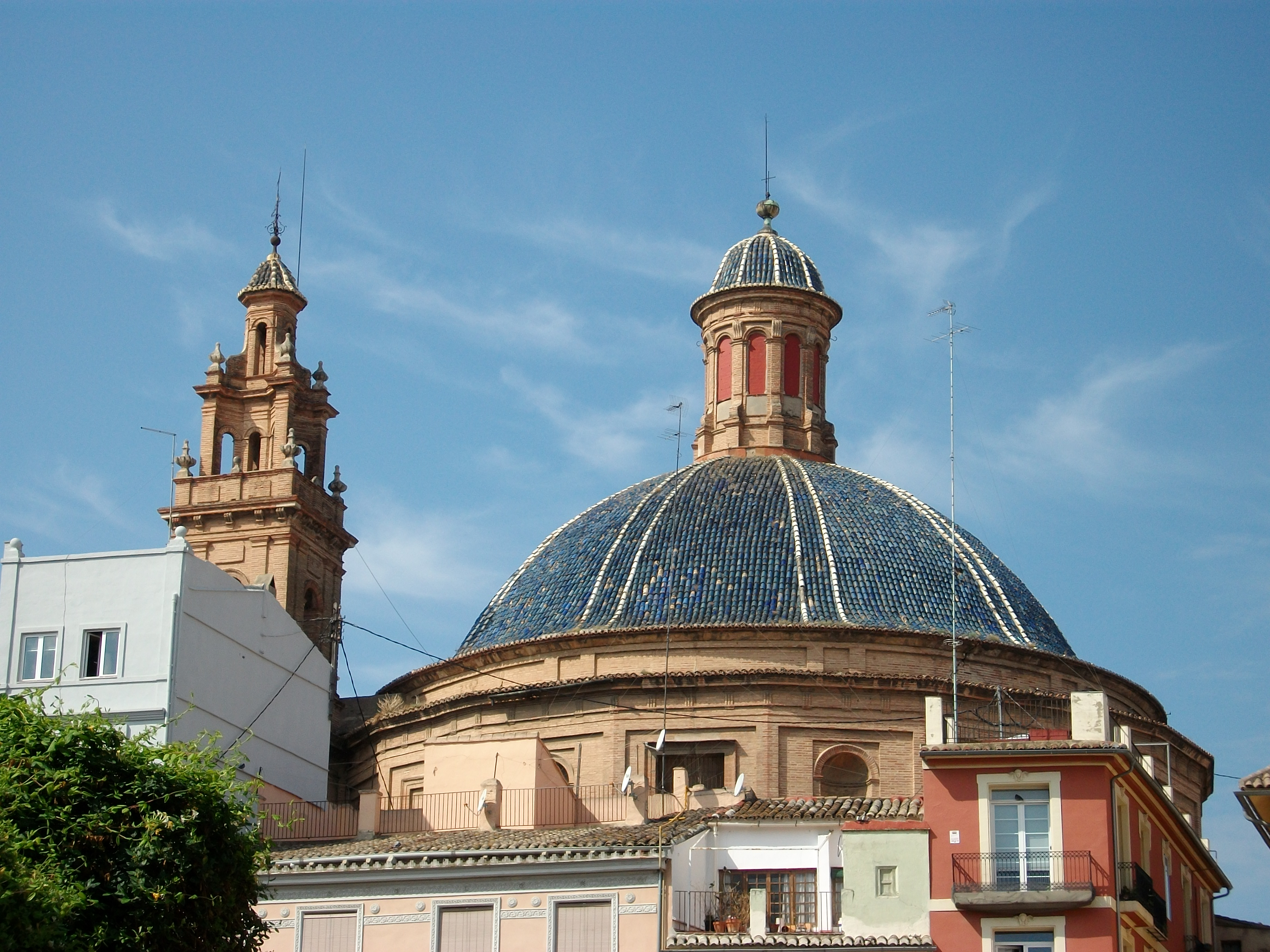
Vista exterior de la cúpula de l'església

La cúpula de l'església de les Escoles Pies és la major construïda a terres valencianes i on Gilabert, una vegada més, va demostrar la seua perícia com a arquitecte expert en l'art de la pedra. Per a neutralitzar les potents forces del casquet de la cúpula va utilitzar en el seu cobriment un trenat de barres meridianes i anells paral·lels de ferro.
A l'exterior amb el seu rotund casquet semiesfèric, una llanterna elevada amb deu finestres i la teulada inclinada de l'anell de la cúpula, segueix insistint en la imitació del Panteó romà i d'altres models barroc-romans derivats del mateix tipus arquitectònic (com la Santa Maria Assunta d'Arícia de Bernini), encara que l'ús de teules vidriades blaves vinga de la tradició valenciana (capella de la Comunió de Sant Joan del Mercat o la Basílica dels Desemparats). Tant exteriorment com a l'interior els nervis es marquen amb línies blanques.